# Виктор Август фон Лайнинген-Вестербург
Виктор Август фон Лайнинген-Вестербург-Алтлайнинген (на немски: Viktor August Graf zu Leiningen-Westerburg-Altleiningen; * 1 януари 1821 в дворец Илбенщат (днес част от Нидатал), Хесен-Дармщат; † 19 февруари 1890 в Дармщат, Хесен-Дармщат) е граф от Лайнинген-Вестербург в Алтлайнинген, императорски австро-унгарски фелдмаршал-лейтенант и съосновател на „Благородническото сдружение в Майнц“ („Mainzer Adelsvereins“).
Той е най-малкият син на граф Фридрих I Лудвиг Христиан фон Лайнинген-Вестербург-Алтлайнинген (1761 – 1839) и втората му съпруга Елеонора Мария Брайтвизер (1781 – 1841). Тя е направена „графиня фон Бретвитц“. Децата им са легитиминирани след женитбата на родителите им през 1813 г. Братята му са Фридрих II Едуард (1806 – 1868), Йохан Лудвиг (1807 – 1864), Георг Август (1815 – 1850) и Карл Август (1819 – 1849).
Виктор Август служи на 19 години (1840) като лейтенант в австрийската пехота. През април 1842 г. той е съосновател на „„Mainzer Adelsvereins“ в Бибрих при Майнц, който се грижи за преселването в Тексас (САЩ). През май 1842 г. той е избран заедно с граф Йозеф фон Боос цу Валдек (1798 – 1880) да пътува за Тексас, за да купи там земя за немските изселници. През февруари 1843 г. той напуска сам Тексас и при завръщането му през май разказва в Майнц за преживяванията си в САЩ. Той съветвал за бързо изселване.
Лайнинген повече не пътува до Тексас. Той продължава военната си кариера при австрийската войска. През 1865 г. той е полковник и командант на 32. пехотен полк „Ерцхерцог Франц Фердинанд“. През 1866 г. той е генерал-майор и участва като командир на бригадата „Лайнинген“ в 1. армейски корпус в Австрийско-пруската война и в битката при Кьонигрец.
По собствено желание той се пенсионира през 1868 г. с ранг фелдмаршал-лейтенант, за да поеме опекунството за своя племенник Фридрих III Випрехт Франц граф цу Лайнинген-Вестербург-Алтлайнинген, син на брат му Йохан Лудвиг.
От 1870 до 1872 г. той автоматично е член на 1. камера на Велико херцогство Хесен. От 1874 г. той живее в Дармщат, където и умира през 1880 г. С неговия син Райнхард Август линията Лайнинген-Вестербург-Алтлайнинген изчезва през 1929 г.

## Фамилия
Виктор Август се жени 1862 г. за племенницата си Мария фон Лайнинген-Вестербург (* 30 септември 1831; † 4 април 1863), дъщеря на най-големия му брат Фридрих II Едуард фон Лайнинген-Вестербург-Алтлайнинген и съпругата му фрайин Хенриета фон и цу Еглофщайн. Графиня Мария умира три седмици след раждането на единствения син:
- Райнхард Август Фридрих Христиан (* 18 март 1863; † 26 юли 1929 в Гармиш), граф на Лайнинген-Вестербург-Алтлайнинген, женен I. 1885 г. за Нина Пик (* 1855), II. 1899 г. за Клара Волк (* 1871)